# She's Goin' Bald
She's Goin' Bald è un brano musicale composto nel 1966 da Brian Wilson, Mike Love, e Van Dyke Parks per il gruppo musicale statunitense The Beach Boys. La canzone venne pubblicata nell'album Smiley Smile del 1967. Come molte altre tracce sull'album, il brano trae le sue radici nelle sessioni per l'abortito progetto dell'album Smile, dove era stata provata come He Gives Speeches. Entrambe le composizioni seguono la progressione d'accordi della canzone How Dry I Am.

## Il brano
He Gives Speeches fu provata e registrata durante le sessioni per il progetto Smile come breve intermezzo musicale. Dopo il collasso di Smile, He Gives Speeches rimase incompiuta.
In seguito il pezzo venne rielaborato e ri-registrato con il titolo She's Goin' Bald per l'inclusione nell'album Smiley Smile, con un nuovo testo scritto da Mike Love. Nel 1995, Brian Wilson disse che si trattò solo di una coincidenza che all'epoca Love stesse perdendo i capelli (il titolo del brano tradotto in italiano è: Lei sta diventando calva) e che il gruppo registrò la canzone senza pensare minimamente che Mike potesse credere che parlasse di lui che diventava calvo, anche se il pronome personale era cambiato da maschile a femminile nel titolo. Brian la definì "una delle canzoni più divertenti [dei Beach Boys] mai incise, molto attuale per i suoi tempi". Nel 1976, Dennis Wilson dichiarò: «Interpretai quella canzone in un modo molto strano, pensavo che più o meno parlasse di sesso orale. Sai, [canta] «Get a job, sha na na na, sha na na na na. What a blow... ». E pensai, Gesù, è divertente quanto un calcio nel sedere — [voce da idiota] Hey, parla di farsi fare un pompino (blow job), huh huh huh». Mike Love aggiunse: «Eravamo completamente strafatti. Ridevamo come scemi mentre registravamo quella roba».
Questa versione include inusuali effetti sonori, con l'utilizzo di un "Eltro Information Rate Changer" per alzare il tono della voce del gruppo senza influenzare il tempo di esecuzione. Un esempio di questo bizzarro effetto è presente nel film 2001: Odissea nello spazio di Stanley Kubrick.
Quando si trovò a rielaborare il materiale inciso per Smile per il suo album solista Brian Wilson Presents Smile del 2004, Wilson tralasciò la canzone. L'incisione originale dei Beach Boys di He Gives Speeches è stata pubblicata solo nel 2011 all'interno del cofanetto The Smile Sessions.

## Formazione
She's Goin' Bald
- Brian Wilson – voce
- Dennis Wilson – voce
- Mike Love – voce
- Al Jardine – voce
- Charles Berghofer – contrabbasso[6]

He Gives Speeches
- Brian Wilson – voce